# Йоан Куркуас (катепан)
Йоан Куркуас или Йоан Куркуа (на средногръцки: Ἰωάννης Κουρκούας, на италиански: Giovanni Antipati da Cusira, от титлата му антипат) е византийски военачалник и провинциален управител от арменски произход – катепан на Италия от 1008 г. до смъртта си през 1009/1010.
Йоан Куркуас е част от аристократичния клан на Куркуасите, които имат арменски произход.
Назначен е за катепан на Италия на мястото на убития през 1007 г. катепан Алексий Ксифий. Управлението на Йоан Куркуас съвпада по време с началото на мащабно въстание на лангобардите в Апулия. Въстанието избухва през май 1009 г. в Бари и бързо обхваща и други градове в областта. Йоан не успява да потуши бунта – той е убит в битка с бунтовниците в края на 1009 г. или в началото на 1010 г., но през март 1010 г. катепан вече е Василий Месардонит.